# Pierphulia isabela
Pierphulia isabela är en fjärilsart som beskrevs av William D. Field och Herrera 1977. Pierphulia isabela ingår i släktet Pierphulia och familjen vitfjärilar. Inga underarter finns listade i Catalogue of Life.